# Bulbophyllum morotaiense
Bulbophyllum morotaiense är en orkidéart som beskrevs av Johannes Jacobus Smith. Bulbophyllum morotaiense ingår i släktet Bulbophyllum och familjen orkidéer.
Artens utbredningsområde är Moluckerna. Inga underarter finns listade i Catalogue of Life.